# Kompakte Gruppe
Kompakte Gruppen sind in der Mathematik topologische Gruppen, deren Topologie kompakt ist. Kompakte Gruppen verallgemeinern endliche Gruppen mit der diskreten Topologie und viele Eigenschaften lassen sich übertragen. Für kompakte Gruppen gibt es eine gut verstandene Darstellungstheorie.

Der Einheitskreis in der komplexen Ebene ist mit der komplexen Multiplikation eine Lie-Gruppe

Im Folgenden setzen wir voraus, dass alle topologischen Gruppen Hausdorffräume sind.

## Kompakte Lie-Gruppen
Die Lie-Gruppen bilden eine Klasse topologischer Gruppen und für kompakte Lie-Gruppen existiert eine besonders gut entwickelte Theorie. Grundlegende Beispiele kompakter Lie-Gruppen sind:
- die Kreisgruppe {\displaystyle \mathbb {T} =S^{1}} und die Torusgruppen {\displaystyle \mathbb {T} ^{n}=\mathbb {T} \times \ldots \times \mathbb {T} }
- die orthogonalen Gruppen {\displaystyle \mathrm {O} (n)} und die speziellen orthogonalen Gruppen {\displaystyle \mathrm {SO} (n)} sowie deren Überlagerungen und die Spin-Gruppen {\displaystyle \mathrm {Spin} (n)}
- die unitären Gruppen {\displaystyle \mathrm {U} (n)} und die speziellen unitären Gruppen {\displaystyle \mathrm {SU} (n)}
- die symplektischen Gruppen {\displaystyle \mathrm {Sp} (n)}
- die kompakten Formen der exzeptionellen Lie-Gruppen {\displaystyle G_{2}}, {\displaystyle F_{4}}, {\displaystyle E_{6}}, {\displaystyle E_{7}} und {\displaystyle E_{8}}.

Das Klassifikationstheorem für kompakte Lie-Gruppen besagt, dass diese Liste bis auf endliche Erweiterungen und Überlagerungsgruppen vollständig ist (und bereits Redundanzen enthält). Diese Klassifikation wird im nachfolgenden Absatz näher beschrieben.

### Klassifikation
Für eine gegebene kompakte Lie-Gruppe {\displaystyle G} sei {\displaystyle G_{0}} die Zusammenhangskomponente der Eins, diese ist ein zusammenhängender Normalteiler. Die Quotientengruppe {\displaystyle G/G_{0}} ist die Gruppe {\displaystyle \pi _{0}(G)} der Komponenten, die wegen der Kompaktheit von {\displaystyle G} endlich sein muss.
Wir haben damit eine endliche Erweiterung:
{\displaystyle 1\to G_{0}\to G\to \pi _{0}(G)\to 1.}
Für zusammenhängende, kompakte Lie-Gruppen haben wir folgendes Resultat:
Satz: Jede zusammenhängende, kompakte Lie-Gruppe ist (bis auf Isomorphie) der Quotient des Produktes einer zusammenhängenden, einfach zusammenhängenden, kompakten Lie-Gruppe und einer Torusgruppe nach einer endlichen zentralen Untergruppe.
Damit kann die Klassifikation der zusammenhängenden Lie-Gruppen im Prinzip auf die Kenntnis der kompakten, zusammenhängenden, einfach zusammenhängenden Lie-Gruppen und ihrer Zentren zurückgeführt werden. (Für weitere Informationen über das Zentrum siehe den unten stehenden Abschnitt „Fundamentalgruppe und Zentrum“.)
Jede einfach zusammenhängende, kompakte Lie-Gruppe ist das Produkt einfach zusammenhängender, kompakter und einfacher Gruppen, von denen jede zu genau einer aus der folgenden Aufzählung isomorph ist:
- die kompakte, symplektische Gruppe {\displaystyle \mathrm {Sp} (n),n\geq 1}
- die spezielle, unitäre Gruppe {\displaystyle \mathrm {SU} (n),n\geq 3}
- die Spin-Gruppe {\displaystyle \mathrm {Spin} (n),n\geq 7}
- eine der exzeptionellen Gruppen {\displaystyle G_{2}}, {\displaystyle F_{4}}, {\displaystyle E_{6}}, {\displaystyle E_{7}} oder {\displaystyle E_{8}}.

Die Bedingungen an {\displaystyle n} wurden gestellt, um Isomorphismen zwischen den Gruppen der Liste auszuschließen. Für jede dieser Gruppen ist das Zentrum bekannt.
Die Klassifikation erfolgt über zugeordnete Wurzelsysteme (für einen festen maximalen Torus, siehe unten), die ihrerseits mittels Dynkin-Diagrammen klassifiziert werden können.
Die Klassifikation der einfach zusammenhängenden, kompakten Lie-Gruppen ist dasselbe wie die Klassifikation der komplexen, halbeinfachen Lie-Algebren. Ist nämlich {\displaystyle K} eine einfach zusammenhängende, kompakte Lie-Gruppe, so ist die Komplexifizierung der zugehörigen Lie-Algebra halbeinfach. Umgekehrt hat jede komplexe halbeinfache Lie-Algebra eine reelle Form, die isomorph zu einer einfach zusammenhängenden, kompakten Lie-Gruppe ist.

### Maximale Tori und Wurzelsysteme
Die Hauptidee in der Untersuchung einer zusammenhängenden, kompakten Lie-Gruppe {\displaystyle K} ist das Konzept des maximalen Torus, eine Untergruppe {\displaystyle T}, die isomorph zu einem Produkt mehrerer Kopien von {\displaystyle S^{1}} ist, und in keiner weiteren Untergruppe dieser Art enthalten ist. Ein typisches Beispiel ist die Untergruppe {\displaystyle T} der Diagonalmatrizen in {\displaystyle K=\mathrm {SU} (n)}. Der sogenannte Satz vom maximalen Torus ist ein grundlegendes Resultat, nach dem jedes Element aus {\displaystyle K} in einem maximalen Torus liegt und je zwei maximale Tori zueinander konjugiert sind.
Ein maximaler Torus in einer zusammenhängenden, kompakten Lie-Gruppe spielt eine ähnliche Rolle wie die Cartan-Unteralgebra einer komplexen, halbeinfachen Lie-Algebra. Insbesondere kann man nach Wahl eines maximalen Torus {\displaystyle T\subset K} ganz ähnlich wie in der Theorie der halbeinfachen Lie-Algebren ein Wurzelsystem und eine Weyl-Gruppe definieren. Diese Strukturen spielen dann eine wesentliche Rolle in der Klassifikation der zusammenhängenden, kompakten Lie-Gruppen (wie oben beschrieben) und in ihrer Darstellungstheorie (siehe unten).
In der Klassifikation der einfach zusammenhängenden, kompakten Lie-Gruppen treten folgende Wurzelsysteme auf:
- Die spezielle unitäre Gruppe {\displaystyle \mathrm {SU} (n)} gehört zum Wurzelsystem {\displaystyle A_{n-1}}.
- Die ungerade Spin-Gruppe {\displaystyle \mathrm {Spin} (2n+1)} gehört zum Wurzelsystem {\displaystyle B_{n}}.
- Die kompakte, symplektische Gruppe {\displaystyle \mathrm {Sp} (n)} gehört zum Wurzelsystem {\displaystyle C_{n}}.
- Die gerade Spin-Gruppe {\displaystyle \mathrm {Spin} (2n)} gehört zum Wurzelsystem {\displaystyle D_{n}}.
- Die exzeptionellen, kompakten Lie-Gruppen gehören zu den fünf exzeptionellen Wurzelsystemen {\displaystyle G_{2}}, {\displaystyle F_{4}}, {\displaystyle E_{6}}, {\displaystyle E_{7}} oder {\displaystyle E_{8}}.

### Fundamentalgruppe und Zentrum
Es ist wichtig, von einer zusammenhängenden, kompakten Lie-Gruppe zu wissen, ob sie einfach zusammenhängend ist, und falls nicht, ihre Fundamentalgruppe zu bestimmen. Für kompakte Lie-Gruppen gibt es dazu zwei grundlegende Ansätze. Der erste betrifft die klassischen, kompakten Gruppen {\displaystyle \mathrm {SU} (n)}, {\displaystyle \mathrm {U} (n)}, {\displaystyle \mathrm {SO} (n)} und {\displaystyle \mathrm {Spin} (n)} und verwendet Induktion nach {\displaystyle n}. Der zweite Ansatz greift auf die Wurzelsysteme zurück und funktioniert für alle zusammenhängenden, kompakten Lie-Gruppen.
In obiger Klassifikation ist es weiterhin wichtig, das Zentrum der zusammenhängenden, kompakten Lie-Gruppe zu kennen. Die Zentren der klassischen Gruppen können leicht „per Hand“ berechnet werden, in den meisten Fällen handelt es sich einfach um geeignete Vielfache der Identität. Die Gruppe {\displaystyle \mathrm {SO} (2)} bildet hier eine Ausnahme, da sie als abelsche Gruppe mit ihrem Zentrum übereinstimmt, das daher Elemente enthält, die nicht Vielfaches der Identität sind. Zum Beispiel besteht das Zentrum von {\displaystyle \mathrm {SU} (n)} aus den {\displaystyle n}-ten Einheitswurzeln mal der Identität, das ist eine zyklische Gruppe der Ordnung {\displaystyle n}.
Im Allgemeinen kann das Zentrum mittels des Wurzelsystems und dem Kern der Exponentialabbildung des maximalen Torus beschrieben werden. Diese allgemeine Methode zeigt beispielsweise, dass die einfach zusammenhängende, kompakte Gruppe zum exzeptionellen Wurzelsystem {\displaystyle G_{2}} triviales Zentrum hat. Damit ist die kompakte {\displaystyle G_{2}}-Gruppe eines der wenigen Beispiele kompakter Lie-Gruppen, die gleichzeitig einfach zusammenhängend sind und triviales Zentrum haben, die anderen sind {\displaystyle F_{4}} und {\displaystyle E_{8}}.

## Weitere Beispiele
Zu den kompakten Gruppen, die keine Lie-Gruppen sind und daher nicht die Struktur einer Mannigfaltigkeit haben, zählen das Solenoid und die additive Gruppe {\displaystyle \mathbb {Z} _{p}} der p-adischen ganzen Zahlen und daraus konstruierte Gruppen. In der Tat ist jede proendliche Gruppe kompakt. Dies bedeutet, dass Galois-Gruppen kompakt sind, ein grundlegendes Resultat der Theorie algebraischer Erweiterungen endlichen Grades.
Pontrjagin-Dualität liefert ein reiches Arsenal an kommutativen, kompakten Gruppen. Diese sind die Dualgruppen diskreter kommutativen Gruppen.

## Das haarsche Maß
Kompakte Gruppen tragen ein haarsches Maß, das sowohl bzgl. Links- als auch Rechts-Tranlsationen invariant ist, denn die modulare Funktion bildet die Gruppe auf eine kompakte Untergruppe von {\displaystyle \mathbb {R} ^{+}} ab, muss also konstant gleich 1 sein. Mit anderen Worten, kompakte Gruppen sind unimodular. Daher kann das haarsche Maß leicht auf ein Wahrscheinlichkeitsmaß normiert werden, wie etwa {\displaystyle \mathrm {d} \theta /2\pi } auf der Kreisgruppe.
Ein solches haarsches Maß kann in vielen Fällen leicht berechnet werden. Das haarsche Maß auf den orthogonalen Gruppen war schon Adolf Hurwitz bekannt, und im Falle von Lie-Gruppen kann es als invariante Differentialform beschrieben werden. In proendlichen Gruppen gibt es viele Untergruppen mit endlichem Index, sodass das haarsche Maß einer Nebenklasse gleich dem reziproken Wert des Index ist. Daher können Integrale bzgl. des haarschen Maßen oft direkt berechnet werden, was in der Zahlentheorie oft Anwendung findet.
Ist {\displaystyle K} eine kompakte Gruppe mit dem haarschen Maß {\displaystyle m}, so liefert der Satz von Peter-Weyl eine Zerlegung des Hilbertraums {\displaystyle L^{2}(K,m)} als orthogonale Summe endlichdimensionaler Unterräume, auf denen die Gruppe als irreduzible Matrixdarstellung operiert.

## Darstellungstheorie
Die Darstellungstheorie einer kompakten Gruppe (nicht notwendigerweise eine Lie-Gruppe und auch nicht notwendigerweise zusammenhängend) wurde durch den Satz von Peter-Weyl begründet. Hermann Weyl baute dies auf Basis der maximalen Tori zu einer detaillierten Charakter-Theorie aus. Die daraus entstandene weylsche Charakterformel war ein einflussreiches Resultat für die Mathematik des zwanzigsten Jahrhunderts. Die Kombination des Satzes von Peter-Weyl und der weylschen Charakterformel führte Weyl zu einer vollständigen Klassifikation der Darstellungen zusammenhängender Lie-Gruppen, die im nachfolgenden Abschnitt beschrieben wird.
Aus Weyls Arbeit und dem Satz von Cartan über Lie-Gruppen erhält man einen Überblick über die Darstellungstheorie kompakter Gruppen {\displaystyle G}. Nach dem Satz von Peter-Weyl liegen die Bilder der irreduziblen, unitären Darstellungen {\displaystyle \rho } von {\displaystyle G} in den unitären Gruppen (endlicher Dimension) und sind wegen Kompaktheit abgeschlossene Untergruppen der unitären Gruppe. Nach dem Satz von Cartan muss das Bild {\displaystyle \mathrm {Im} (\rho )} eine Lie-Untergruppe der unitären Gruppe sein. Wenn {\displaystyle G} selbst keine Lie-Gruppe ist, muss {\displaystyle \rho } einen nicht-trivialen Kern haben. Auf diese Weise kann man ein inverses System von endlichdimensionalen unitären Darstellungen mit immer kleiner werdendem Kern konstruieren, sodass {\displaystyle G} schließlich mit einem inversen Limes kompakter Lie-Gruppen identifiziert wird, {\displaystyle G} ist somit eine Pro-Lie-Gruppe. Dass man so im Limes eine treue Darstellung von {\displaystyle G} erhält, ist eine weitere Folgerung aus dem Satz von Peter-Weyl.
Der unbekannte Teil der Darstellungstheorie kompakter Gruppen wird so, grob gesprochen, auf die komplexe Darstellungstheorie endlicher Gruppen zurückgeführt. Diese Theorie ist zwar sehr umfangreich, aber qualitativ gut verstanden.

## Darstellungstheorie einer zusammenhängenden, kompakten Lie-Gruppe
Einige einfäche Fälle der Darstellungstheorie kompakter Lie-Gruppen können per Hand berechnet werden, so etwa die Darstellungen der Rotationsgruppe {\displaystyle \mathrm {SO} (3)} oder der speziellen unitären Gruppen {\displaystyle \mathrm {SU} (2)} und {\displaystyle \mathrm {SU} (3)}. Siehe auch die dazu parallele Darstellungstheorie der Lie-Algebren.
In diesem Paragraphen betrachten wir eine feste, zusammenhängende, kompakte Lie-Gruppe {\displaystyle K} und einen darin fest gewählten maximalen Torus.

### Darstellungstheorie von T
Da {\displaystyle T} kommutativ ist, wissen wir nach dem Lemma von Schur, dass eine irreduzible Darstellung {\displaystyle \rho } von {\displaystyle T} eindimensional sein muss:
{\displaystyle \rho \colon T\rightarrow \mathrm {GL} (1)=\mathbb {C} ^{*}}.
Da {\displaystyle T} zusätzlich kompakt ist, muss {\displaystyle \rho } sogar nach {\displaystyle S^{1}\subset \mathbb {C} ^{*}} abbilden.
Zur konkreten Beschreibung dieser Darstellungen sei {\displaystyle {\mathfrak {t}}} die Lie-Algebra von {\displaystyle T} und wir schreiben Punkte {\displaystyle h\in T} als
{\displaystyle h=e^{H},\quad H\in {\mathfrak {t}}}
Bezüglich solcher Koordinaten nimmt {\displaystyle \rho } die Form
{\displaystyle \rho (e^{H})=e^{\mathrm {i} \lambda (H)}}
für ein lineares Funktional {\displaystyle \lambda } auf {\displaystyle {\mathfrak {t}}}.
Da die Exponentialabbildung {\displaystyle H\mapsto e^{H}} nicht injektiv ist, definiert nicht jedes lineare Funktional auf diese Weise eine Abbildung {\displaystyle T\rightarrow S^{1}}. Sei nämlich {\displaystyle \Gamma } der Kern der Exponentialabbildung
{\displaystyle \Gamma =\{H\in {\mathfrak {t}}\mid e^{2\pi H}=\mathrm {Id} \}},
wobei {\displaystyle \mathrm {Id} } das neutrale Element von {\displaystyle T} sei (wir haben hier die Exponentialabbildung mit dem Faktor {\displaystyle 2\pi } skaliert, um ihn an anderen Stellen zu vermeiden). Dann muss {\displaystyle \lambda }, um vermöge obiger Formel eine wohldefinierte Abbildung {\displaystyle \rho } zu ergeben, die Bedingung
{\displaystyle \lambda (H)\in \mathbb {Z} ,\quad H\in \Gamma }
erfüllen, wobei {\displaystyle \mathbb {Z} } die Menge der ganzen Zahlen sei. Ein lineares Funktional, das diese Bedingung erfüllt, heißt ein analytisch ganzzahliges Element. Diese Ganzzahligkeitsbedingung korrespondiert, wenn auch nicht in allen Details, zu analogen Ganzzahligkeitsbedingungen aus der Theorie der halbeinfachen Lie-Algebren.
Schauen wir uns den einfachsten Fall {\displaystyle T=S^{1}}, die Menge der komplexen Zahlen {\displaystyle e^{\mathrm {i} \theta }} vom Betrag 1, an. Die zugehörige Lie-Algebra ist die Menge der rein-imaginären Zahlen {\displaystyle H=\mathrm {i} \theta ,\,\theta \in \mathbb {R} } und der Kern der (skalierten) Exponentialabbildung besteht aus den Zahlen {\displaystyle \mathrm {i} n,\,n\in \mathbb {Z} }. Ein lineares Funktional {\displaystyle \lambda } nimmt auf all diesen Zahlen genau dann ganzzahlige Werte an, wenn es von der Form {\displaystyle \lambda (\mathrm {i} \theta )=k\theta } ist für eine ganze Zahl {\displaystyle k}. Die zugehörigen irreduziblen Darstellungen sind in diesem Fall
{\displaystyle \rho (e^{\mathrm {i} \theta })=e^{\mathrm {i} k\theta },\quad k\in \mathbb {Z} }

### Darstellungstheorie von K
Sei nun {\displaystyle \Sigma } eine endlichdimensionale, irreduzible Darstellung von {\displaystyle K} (über {\displaystyle \mathbb {C} }). Dann betrachten wir die Einschränkung von {\displaystyle \Sigma } auf {\displaystyle T}. Diese ist zwar nicht irreduzibel (außer wenn {\displaystyle \Sigma } eindimensional ist), zerfällt aber in eine direkte Summe irreduzibler Darstellungen von {\displaystyle T}. (Beachte, dass irreduzible Darstellungen mehrfach, man sagt mit Multiplizität, vorkommen können). Nun wird jede irreduzible Darstellung von {\displaystyle T} nach Obigem durch ein lineares Funktional {\displaystyle \lambda } beschrieben. Jedes solche {\displaystyle \lambda }, das wenigstens einmal in der Zerlegung der Einschränkung von {\displaystyle \Sigma } auf {\displaystyle T} vorkommt, heißt ein Gewicht von {\displaystyle \Sigma }. Die in der Darstellungstheorie von {\displaystyle K} verfolgte Strategie ist nun die Klassifikation der irreduziblen Darstellungen mittels ihrer Gewichte.
Wir beschreiben nun kurz die zur Formulierung des Satzes benötigten Strukturen. Wir benötigen den Begriff des Wurzelsystems von {\displaystyle K} (relativ zum gewählten Torus {\displaystyle T}). Die Konstruktion dieses Wurzelsystems {\displaystyle R\subset {\mathfrak {t}}} verläuft ähnlich wie die Konstruktion in der Theorie der komplexen, halbeinfachen Lie-Algebren. Genauer sind die Gewichte von {\displaystyle \Sigma } die von 0 verschiedenen Gewichte der adjungierten Gruppenaktion von {\displaystyle T} auf der komplexifizierten Lie-Algebra von {\displaystyle K}. Das Wurzelsystem {\displaystyle R} hat die üblichen Eigenschaften eines Wurzelsystems mit der Ausnahme, dass die Elemente von {\displaystyle R} nicht ganz {\displaystyle {\mathfrak {t}}} aufspannen. Wir wählen dann eine Basis {\displaystyle \Delta } von {\displaystyle R} und sagen, dass ein ganzzahliges Element {\displaystyle \lambda } dominant ist, wenn {\displaystyle \lambda (\alpha )\geq 0} für alle {\displaystyle \alpha \in \Delta }. Schließlich sagen wir, dass ein Gewicht höher als ein anderes ist, wenn die Differenz als Linearkombination von Elementen aus {\displaystyle \Delta } mit nicht-negativen Koeffizienten ausgedrückt werden kann.
Die irreduziblen, endlichdimensionalen Darstellungen von {\displaystyle K} werden dann in Analogie zur Theorie der Darstellungen halbeinfacher Lie-Algebren durch den Satz vom höchsten Gewicht klassifiziert. Dieser besagt:
(1) Jede irreduzible Darstellung hat ein höchstes Gewicht.
(2) Das höchste Gewicht ist stets ein dominantes, analytisch ganzzahliges Element.
(3) Zwei irreduzible Darstellungen mit demselben höchsten Gewicht sind isomorph.
(4) Jedes dominante, analytisch ganzzahlige Element tritt als das höchste Gewicht einer irreduziblen Darstellung auf.
Dieser Satz vom höchsten Gewicht für Darstellungen von {\displaystyle K} ist fast derselbe wir für halbeinfache Lie-Algebren, allerdings mit einer wichtigen Ausnahme: Die Konzepte des ganzzahligen Elements sind verschieden. Die Gewichte {\displaystyle \lambda } einer Darstellung {\displaystyle \Sigma } sind analytisch ganzzahlig im oben beschriebenen Sinne. Jedes analytisch ganzzahlige Element ist auch ganzzahlig im Lie-Algebra-Sinne, aber nicht umgekehrt. Dieses Phänomen spiegelt die Tatsache wider, dass nicht jede Darstellung der zugehörigen Lie-Algebra {\displaystyle {\mathfrak {k}}} von einer Gruppendarstellung von {\displaystyle K} herrührt. Ist aber andererseits {\displaystyle K} einfach zusammenhängend, so ist die Menge der mögliche höchsten Gewichte im Gruppensinn dieselbe wie die Menge der möglichen höchsten Gewichte im Sinne der Lie-Algebren.

### Die weylsche Charakterformel
Ist {\displaystyle \Pi \colon K\rightarrow \mathrm {GL} (V)} eine Darstellung von {\displaystyle K}, so ist der Charakter die durch
{\displaystyle \chi \colon K\rightarrow \mathbb {C} :\quad x\mapsto \mathrm {Spur} (\Pi (x))}
definierte Funktion, wobei {\displaystyle \mathrm {Spur} } die Spurabbildung ist. Es ist leicht zu sehen, dass der Charakter eine Klassenfunktion ist, das heißt, es gilt
{\displaystyle \chi (xyx^{-1})=\chi (y)}    für alle   {\displaystyle x,y\in K}.
Daher ist {\displaystyle \chi } bereits durch seine Einschränkung auf {\displaystyle T} bestimmt.
Die Untersuchung der Charaktere ist ein wichtiger Bestandteil der Darstellungstheorie kompakter Gruppen. Ein entscheidendes Resultat, das ein Korollar zum Satz von Peter-Weyl ist, besagt, dass die Charaktere eine Orthonormalbasis der quadratintegrablen Klassenfunktionen auf {\displaystyle K} bilden. Ein zweites Schlüsselergebnis ist die weylsche Charakterformel, die eine explizite Formel für die Charaktere, genauer für die Einschränkungen der Charaktere auf {\displaystyle T}, mittels des höchsten Gewichtes der Darstellung liefert.
In der eng damit zusammenhängenden Darstellungstheorie halbeinfacher Lie-Algebren ist die weylsche Charakterformel ein zusätzliches Resultat, das nach dem Klassifikationstheorem bewiesen wird. In Weyls Analyse der kompakten Gruppen hingegen ist die Charakterformel ein wesentlicher Teil der Klassifikation selbst. Insbesondere wird der schwierigste Teil des Beweises, nämlich, dass jedes dominante, analytisch ganzzahlige Gewicht von einer Darstellung herkommt, ganz anders bewiesen als die übliche Lie-Algebren-Konstruktion mittels Verma-Moduln. Weyls Ansatz baut auf dem Satz von Peter-Weyl und einem analytischen Beweis der Charakterformel auf.
Schließlich werden die irreduziblen Darstellungen von {\displaystyle K} im Raum der stetigen Funktionen auf {\displaystyle K} realisiert.

### Der Fall der SU(2)
Zur Verdeutlichung des bisher Gesagten betrachten wir den Fall der unitären Gruppe {\displaystyle \mathrm {SU} (2)}. Die Darstellungen werden üblicherweise vom Standpunkt der Lie-Algebra betrachtet, aber hier nehmen wir die Gruppensichtweise ein. Als maximalen Torus wählen wir die Menge der Matrizen
{\displaystyle {\begin{pmatrix}e^{\mathrm {i} \theta }&0\\0&e^{-\mathrm {i} \theta }\end{pmatrix}},\quad \theta \in \mathbb {R} }.
Wie oben im Abschnitt Darstellungstheorie von T diskutiert, werden auch hier die analytisch ganzzahligen Elemente durch ganze Zahlen repräsentiert, sodass die dominanten, analytisch ganzzahligen Elemente die nicht-negativen ganzen Zahlen {\displaystyle m} sind. Die allgemeine Theorie liefert uns also für jedes {\displaystyle m} eine irreduzible Darstellung von {\displaystyle \mathrm {SU} (2)} mit höchstem Gewicht {\displaystyle m}.
Der Charakter, der Informationen zur Darstellung kodiert, ist nach der weylschen Charakterformel durch
{\displaystyle \chi ({\begin{pmatrix}e^{\mathrm {i} \theta }&0\\0&e^{-\mathrm {i} \theta }\end{pmatrix}})={\frac {\sin((m+1)\theta )}{\sin(\theta )}}}
gegeben. Dies können wir auch wie folgt auch als Summe von Exponentialfunktionen schreiben:
{\displaystyle \chi ({\begin{pmatrix}e^{\mathrm {i} \theta }&0\\0&e^{-\mathrm {i} \theta }\end{pmatrix}})=e^{\mathrm {i} m\theta }+e^{\mathrm {i} (m-2)\theta }+\dotsb +e^{-\mathrm {i} (m-2)\theta }+e^{-\mathrm {i} m\theta }.}
(Wenn man die Formel für die endliche geometrische Reihe auf diesen Ausdruck anwendet, kann man daraus wieder die zuerst genannte Formel gewinnen.)
Von diesem letzten Ausdruck und der weylschen Charakterformel kann man ablesen, dass die Gewichte dieser Darstellung
{\displaystyle m,m-2,\dotsc ,-(m-2),-m}
sind, jedes mit Multiplizität 1. Die Gewichte sind die ganzen Zahlen, die in den Exponenten obiger Summe auftreten, ihre Multiplizitäten sind die Koeffizienten der zugehörigen Exponentialterme. Da wir also insgesamt {\displaystyle m+1} Gewichte mit Multiplizität 1 haben, ist die Dimension der Darstellung gleich {\displaystyle m+1}. Dies zeigt, wie man Informationen über die Darstellungen gewinnen kann, die man üblicherweise aus Berechnungen in Lie-Algebren erhält.

## Dualität
Das Thema, wie man eine Gruppe aus ihrer Darstellungstheorie zurückgewinnen kann, wird in der sogenannten Tannaka-Krein-Dualität behandelt.

## Von kompakten zu nicht-kompakten Gruppen
Der Einfluss der Theorie der kompakten Gruppen auf nicht-kompakte Gruppen wurde von Weyl in seinem sogenannten unitären Trick ausformuliert. Innerhalb einer halbeinfachen Lie-Gruppe sitzt eine maximale, kompakte Untergruppe, und die Darstellungstheorie der halbeinfachen Lie-Gruppen, wie sie in weiten Teilen von Harish-Chandra entwickelt wurde, macht intensiv Gebrauch von der Einschränkung einer Darstellung auf eine solche Untergruppe, wo dann die Charakter-Theorie von Weyl angewendet werden kann.